# Lina Bo Bardi
Lina Bo Bardi, ur. jako Achillina Bo (ur. 5 grudnia 1914 w Rzymie – zm. 29 marca 1992 w São Paulo) − urodzona we Włoszech brazylijska architektka, projektantka form przemysłowych, dziennikarka i aktywistka.

## Życiorys
W 1939 r. ukończyła studia architektoniczne na uniwersytecie w Rzymie, gdzie kształciła się pod okiem architektów Marcello Piacentiniego i Gustavo Giovannoniego. Po ukończeniu studiów przeniosła się do Mediolanu, gdzie rozpoczęła pracę w biurze architektonicznym kierowanym przez architekta i projektanta Gio Pontiego. Współpracowała także z architektem Carlo Paganim. Równolegle z pracą projektową, Lina Bo Bardi rozpoczęła karierę dziennikarską, pisząc m.in. dla magazynów Lo Stile czy Domus.

W 1943 r. nalot bombowy zniszczył jej studio, co sprawiło, że zmuszona była tymczasowo porzucić pracę projektową i edytorską. W 1945 r. wraz z Carlo Paganim i fotografem Federico Patellanim otrzymała zlecenie udokumentowania zniszczeń wojennych na terenie Włoch. W tamtym czasie utworzyła wraz z Paganim i krytykiem artystycznym Brunonem Zevi magazyn A – Attualita, Architettura, Abitazione, Arte, w którym publikowane były materiały zebrane przez Bardi, Paganiego i Patellaniego oraz koncepcje dotyczące rekonstrukcji Włoch po II wojnie światowej.

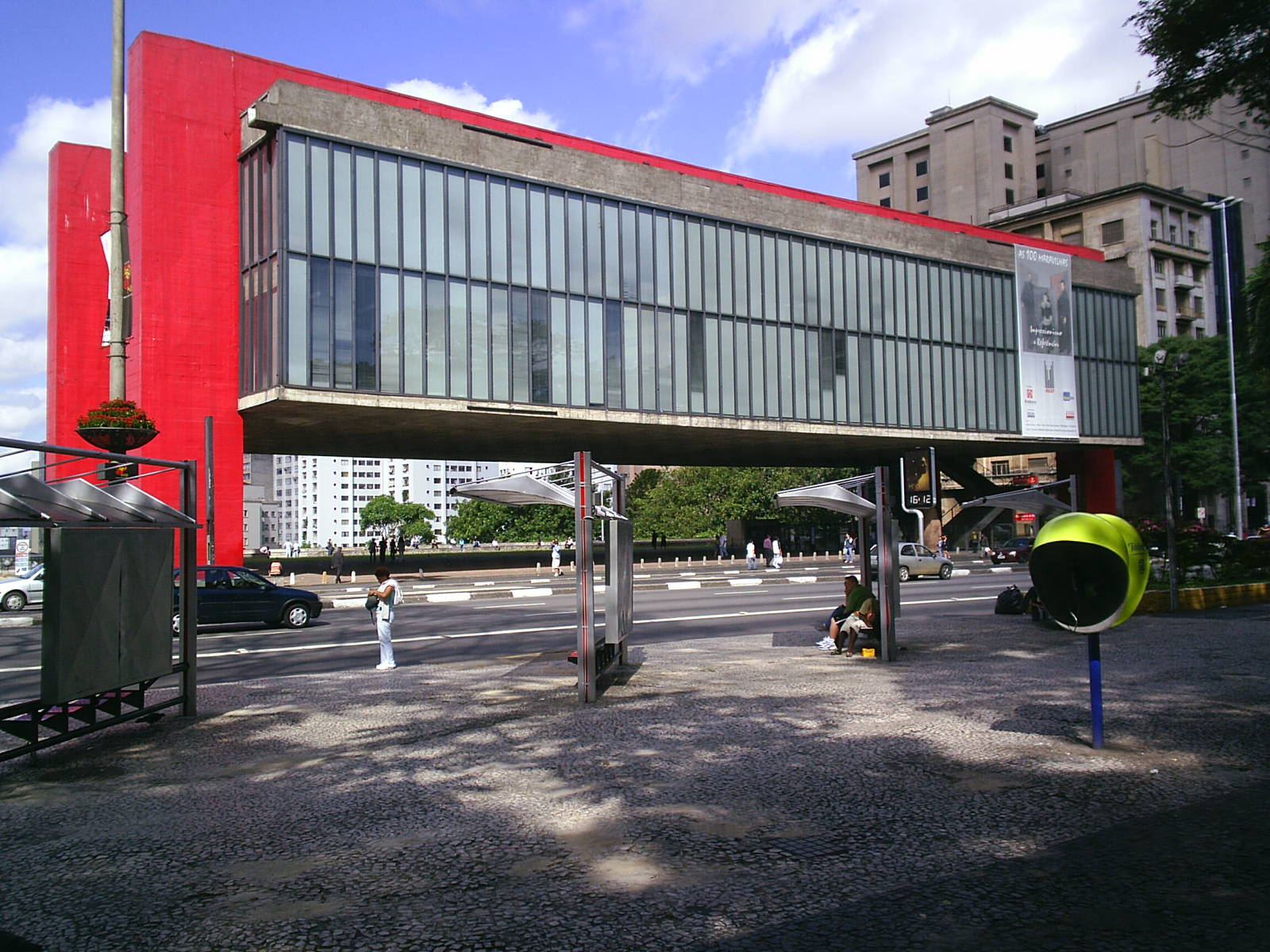
Muzeum sztuki w São Paulo

W 1946 roku jej mąż, historyk sztuki Pietro Maria Bardi, otrzymał propozycję współtworzenia kolekcji Muzeum Sztuki w São Paulo. Lina Bo Bardi przeniosła się razem z nim do Brazylii, gdzie kontynuowała zarówno działalność projektową, jak i publicystyczną. W 1950 r. założyła wraz z mężem czasopismo Habitat, którego edytorką była do roku 1953. W 1951 r. otrzymała obywatelstwo brazylijskie, w tym roku ukończyła także swój pierwszy projekt wykonany po przeprowadzce – dom własny, zwany Casa de Vidro ("Szklany dom") w dzielnicy Morumbi w São Paulo. W Brazylii projektowała zarówno domy indywidualne (jak dom Valerii Piacentii Cirell czy dom własny w São Paulo), jak i budynki użyteczności publicznej i centra kulturalne (Solar do Unhão w Salvador, Teatro Oficina w São Paulo). Do jej najbardziej znanych realizacji należą Muzeum Sztuki (1957-1969) oraz centrum SESC Pompéia (1977-1986) w São Paulo.
Oprócz pracy projektowej, Lina Bo Bardi zajmowała się także wzornictwem, scenografią i modą. W latach 50. była także wykładowczynią na Wydziale Architektury i Urbanistyki na Uniwersytecie w São Paulo (FAU USP) i w Szkole Sztuk Pięknych na Uniwersytecie Bahia.

W 2021 r. Lina Bo Bardi uhonorowana została pośmiertnie Złotym Lwem 17. Międzynarodowego Biennale Architektury w Wenecji. Hashim Sarkis, kurator Biennale, uzasadnił przyznanie nagrody Bardi następująco:
 Jeśli jakiś architekt najlepiej uosabia temat tegorocznej wystawy to jest nim Lina Bo Bardi. Jej kariera jako projektantki, redaktorki, kuratorki i aktywistki przypomina nam o roli architekta jako koordynatora i, co ważne, twórcy zbiorowych wizji. Lina Bo Bardi uosabia również wytrwałość architekta w trudnych czasach, niezależnie od tego, czy charakteryzują się one wojnami, konfliktami politycznymi czy imigracją, oraz zdolność do zachowania kreatywności i optymizmu w każdych okolicznościach.